# ایستگاه برق آبی فیرژه
ایستگاه برق آبی فیرژه (به لاتین: Fierza Hydroelectric Power Station) یک سد و نیروگاه برقابی در آلبانی است که در Fushë-Arrëz municipality واقع شده‌است.